# 生米街道
生米街道是中华人民共和国江西省南昌市红谷滩区下辖的一个街道辦事處，“中国藠头之乡”就是指生米镇。

## 历史
在1950年代生米镇曾经是新建县的政府所在地。2012年1月11日，南昌市委主要负责人表示打算将生米镇划入红谷滩新区，同年2月13日生米镇正式由红谷滩新区代管。2019年12月13日，根据《关于同意江西省调整南昌市部分行政区划的批复》（国函〔2019〕105号），中华人民共和国国务院同意设立南昌市红谷滩区，新建区生米镇划归红谷滩区管辖。
2022年1月17日，经南昌市人民政府同意，撤销红谷滩区生米镇，设立红谷滩区生米街道。
2022年7月7日，从生米街道析出瑞都、悦城东、悦城西社区，划归红角洲街道管辖（实际上是从九龙湖管理处析出）。从生米街道析出安丰花园、富源花园、广源南、广源北、新琚、明珠、博鸿、博玺、博海、礼庄山社区和斗门、安丰、富乡、渔业村，划归九龙湖街道管辖（实际上为九龙湖管理处改名转正）。从生米街道析出璜源山社区和山图、中堡、铁路、 青岚、文青、璜溪村设立龙兴街道。

## 行政区划
生米街道下辖以下村级行政区划单位：
生米街一社区、生米街二社区、生米街三社区、东城村、朱岗村、夏宇村、相里村、摄溪村、感里村、南星村、郡塘村、胜利村、曾港村、南路村、长岗村和生米村。